# Yang Xiufeng
Yang Xiufeng (chino: 杨秀峰, pin yin: Yáng Xiùfēng) (* 1897 - 1983 ) fue un político chino. Presidente de la Corte Suprema Popular y ministro de Educación de la República Popular China de 1958 a 1964.

## Biografía
Yang Xiufeng nació en el condado de  Qianan, Hebei, el 24 de febrero de 1897. Estudió en la Escuela Normal de Pekín en 1916. Fue gobernador de Hebei de 1949 a 1952. 
En 1958 fue nombrado ministro de Educación de la República Popular China, cargo que ejerció hasta 1964. Luego fue presidente de la Corte Suprema Popular  de la República Popular China desde 1965 hasta 1975 y vicepresidente de la Conferencia Consultiva Política Popular  de la República Popular China entre 1980 y 1983. 
Falleció el 10 de noviembre de 1983.